# Bothrideres montanus
Bothrideres montanus is een keversoort uit de familie knotshoutkevers (Bothrideridae). De wetenschappelijke naam van de soort werd in 1878 gepubliceerd door George Henry Horn.